# Сазонівська сільська рада
Сазонівська сільська рада — адміністративно-територіальна одиниця у Оржицькому районі Полтавської області з центром у c. Сазонівка.
Населення — 1019 осіб.

## Населені пункти
Сільраді були підпорядковані населені пункти:
- c. Сазонівка